# Giuseppe Moro
Giuseppe Moro (16. leden 1921 Carbonera, Italské království – 28. leden 1974 Porto Sant'Elpidio, Itálie) byl italský fotbalový brankář. Byl velmi dobrým brankářem při penaltách. Za celou kariéru chytl 14 ze 40 pokusů. Ale měl také nevyrovnané výkony a často měnil kluby. 
Fotbalovou kariéru začal v Trevisu, kde chytal prvních šest sezon, kromě jedné v Alessandrii, kde byl na hostování. První zápasy v nejvyšší lize odchytal ve Fiorentině v sezoně 1947/48. Po sezoně přestoupil do Bari a zde vydržel také jednu sezonu. Poté odešel do nově vznikajícího klubu Turín FC, kde po tragické události Superga, chyběl brankář. I tady vydržel jednu sezonu a odešel do Lucchese. Poté chytal dva roky za Sampdorii a Řím. Kariéru zakončil v sezoně 1955/56 v dresu Verony.
Za reprezentaci odchytal devět utkání. Byl v nominaci na mistrovství světa 1950, kde neodchytal žádný zápas.

## Hráčská statistika
| Sezóna  | Klub        | Liga      | Liga   | Liga       | Ligové poháry | Ligové poháry | Ligové poháry | Kontinentální poháry | Kontinentální poháry | Kontinentální poháry | Celkem | Celkem |
| Sezóna  | Klub        | Soutěž    | Zápasy | Obdr. Góly | Soutěž        | Zápasy        | Góly          | Soutěž               | Zápasy               | Góly                 | Zápasy | Góly   |
| ------- | ----------- | --------- | ------ | ---------- | ------------- | ------------- | ------------- | -------------------- | -------------------- | -------------------- | ------ | ------ |
| 1938/39 | Treviso     | Serie C   | 4      | -?         | -             | 0             | -0            | -                    | 0                    | -0                   | 4      | -?     |
| 1939/40 | Treviso     | Serie C   | 8      | -?         | -             | 0             | -0            | -                    | 0                    | -0                   | 8      | -?     |
| 1940/41 | Treviso     | Serie C   | 26     | -?         | IP            | 1             | -?            | -                    | 0                    | -0                   | 27     | -?     |
| 1941/42 | Treviso     | Serie C   | 30     | -33        | IP            | ?             | -?            | -                    | 0                    | -0                   | 30+    | -33+   |
| 1942/43 | Alessandria | Serie B   | 12     | -25        | IP            | 1             | -2            | -                    | 0                    | -0                   | 13     | -27    |
| 1945/46 | Treviso     | 2. divize | 21     | -?         | -             | 0             | -0            | -                    | 0                    | -0                   | 21     | -?     |
| 1946/47 | Treviso     | Serie B   | 40     | -41        | -             | 0             | -0            | -                    | 0                    | -0                   | 40     | -41    |
| 1947/48 | Fiorentina  | Serie A   | 38     | -52        | -             | 0             | -0            | -                    | 0                    | -0                   | 38     | -52    |
| 1948/49 | Bari        | Serie A   | 36     | -47        | -             | 0             | -0            | -                    | 0                    | -0                   | 36     | -47    |
| 1949/50 | Turín       | Serie A   | 32     | -65        | -             | 0             | -0            | -                    | 0                    | -0                   | 32     | -65    |
| 1950/51 | Lucchese    | Serie A   | 37     | -53        | -             | 0             | -0            | -                    | 0                    | -0                   | 37     | -53    |
| 1951/52 | Sampdoria   | Serie A   | 38     | -40        | -             | 0             | -0            | -                    | 0                    | -0                   | 38     | -40    |
| 1952/53 | Sampdoria   | Serie A   | 34     | -43        | -             | 0             | -0            | -                    | 0                    | -0                   | 34     | -43    |
| 1953/54 | Řím         | Serie A   | 27     | -35        | -             | 0             | -0            | -                    | 0                    | -0                   | 27     | -35    |
| 1954/55 | Řím         | Serie A   | 28     | -29        | -             | 0             | -0            | -                    | 0                    | -0                   | 28     | -29    |
| 1955/56 | Verona      | Serie B   | 15     | -26        | -             | 0             | -0            | -                    | 0                    | -0                   | 15     | -26    |
| Celkově | Celkově     | Celkově   | 438    | -498       | -             | 2+            | -2+           | -                    | 0                    | -0                   | 440+   | -500+  |

## Úspěchy

### Reprezentační
- 1× na MS (1950)
- 1× na MP (1948–1953)